# Luigi Rossari
Luigi Rossari (Garbagnate Milanese, 25 luglio 1903 – Milano, 4 giugno 1985) è stato un ingegnere e dirigente d'azienda italiano.

## Biografia
Luigi Rossari nacque in una famiglia della borghesia milanese: il padre Augusto esercitava la professione di commercialista, la madre Rachele Bianchi si occupava della gestione della casa e della famiglia. Il padre, professionista ben quotato, sacrificò la sua carriera dopo l'avvento del fascismo, in coerenza con le proprie idee liberali, non volendo aderire al regime. La scelta coraggiosa del padre "vecchio liberale all'antica" rappresentò  per lui un'importante lezione di vita, un esempio che supportò la sua decisione di non iscriversi al partito fascista e di aderire più tardi alla Resistenza.
Iniziò gli studi alle scuole elementari di via Sant'Orsola, frequentò poi il ginnasio Manzoni in via Orazio. Constatata la sua insofferenza per il latino e l'inclinazione per la meccanica i genitori gli fecero proseguire gli studi all'Istituto Tecnico Feltrinelli (allora ancora privato). Ottenuto il diploma di perito industriale nel 1922 fu costretto, per poter accedere al Politecnico, a sostenere durante l'estate gli esami della sezione fisico-matematica dell'Istituto Tecnico Cattaneo in piazza Mentana. 
Nel novembre 1922 si iscrisse al Regio Istituto Tecnico superiore (Regio Politecnico) in Milano, dove, dopo aver sostenuto senza problemi tutti gli esami del corso meccanici, si laureò a pieni voti in Ingegneria industriale  il 14 novembre 1927.
Durante gli anni degli studi universitari sviluppò una grande passione per lo sci e per l'alpinismo. Tra il 1923 e il 1936 svolse una intensa attività nelle Alpi, facendo molte ascensioni impegnative anche come primo di cordata o a comando alternato. In occasione di una gita con gli sci in montagna, conobbe la futura moglie Anna Mucchi che sposò nel settembre 1936.  A seguito del matrimonio e delle responsabilità connesse all'allargarsi della famiglia (da Anna ebbe: Augusto nel 1938, Giorgio nel 1940 morto dopo 11 mesi, Lucia nel 1941 e Ambrogio nel 1943) lasciò l'attività alpinistica. Continuò invece a praticare lo sci e l'escursionismo, mantenendo vivo per tutta la vita il suo amore per la montagna.
Dopo il corso allievi ufficiali nel corpo degli alpini, nel giugno 1928 partì per l'Inghilterra, dove rimase fino alla fine dell'anno per perfezionare la lingua inglese e visitare industrie meccaniche: oltre a Londra si recò a Oxford, Southampton e Windsor.
Rientrato in Italia, di fronte alla crisi e alle difficoltà di trovare lavoro, meditò di trasferirsi in Australia o in Canada, ma grazie a un contatto del padre fu invitato a presentarsi alla Pirelli dove venne assunto nel settore dei cavi . Entrò così in Pirelli nel febbraio 1929 e in questa azienda svolse tutta la sua carriera, diventando dirigente nel 1936, direttore centrale con la responsabilità del settore cavi nel maggio 1945, membro del consiglio di amministrazione nel marzo 1949 ed, infine, amministratore delegato e direttore generale (insieme a Franco Brambilla ed Emanuele Dubini) nell'ottobre 1956.
Dal 1943 al 1945 Rossari partecipò alla Resistenza, curando i rapporti tra la Commissione interna clandestina e la dirigenza della Pirelli. Fu un periodo di grande impegno con rischi personali, ma che gli valse l'apprezzamento di tutte le parti, tanto che, dopo il 25 aprile 1945, quando la Pirelli fu commissariata egli fu proposto per la posizione di commissario dal Comitato di liberazione nazionale (CLN) di fabbrica e dalla Commissione interna, ma rifiutò non ritenendo di poter svolgere il compito con efficacia. Fu quindi nominato Cesare Merzagora (allora direttore amministrativo e già membro del CLN Alta Italia) ed egli assunse il ruolo di commissario aggiunto.  Nel breve ma intenso periodo della gestione commissariale - dal giugno 1945 al maggio 1946 - si occupò delle questioni industriali e sindacali, mentre Merzagora si occupava di quelle politiche e finanziarie.
Nel primo dopoguerra si impegnò brevemente nella attività politica con il Partito Socialista Italiano (PSI): un impegno motivato dalla convinzione della necessità di creare un forte partito popolare e democratico in grado di contrapporsi al nascente predominio della Democrazia Cristiana e di formulare una politica riformista. Abbandonò l'attività politica quando nel PSI prevalsero le spinte massimaliste e alle elezioni politiche del 1948 il partito si presentò con liste uniche con i comunisti nel cosiddetto "fronte popolare".
Nel 1956 assunse alla Pirelli  la carica di direttore generale che mantenne fino al 31 luglio 1968, quando lasciò per raggiunti limiti di età, continuando però a guidare l'azienda come amministratore delegato fino al dicembre 1970. Dal 1 gennaio 1971 al 18 aprile 1973 coprì le cariche di vice-presidente e di consigliere delle Industrie Pirelli che abbandonò il 19 luglio 1979.   Per alcuni anni fu nominato, a partire dal 14 gennaio 1975, presidente della Solari di Udine.  
Come dirigente della Pirelli ha, quindi, vissuto il travagliato periodo degli anni sessanta e settanta, segnato da difficoltà generali derivanti in particolare dalla dinamica salariale che  correva più velocemente della produttività, innescando un pericoloso gonfiarsi dei costi che l'azienda tentava di contenere scontrandosi però con i sindacati che aprivano vertenze su tutti i fronti. Il saldarsi delle rivendicazioni sindacali con quelle studentesche causò difficili situazioni di conflitto generale. Anche all'interno dell'azienda una serie di scelte, da lui non condivise,  resero la situazione sempre più difficile costringendo la dirigenza a severe misure di ristrutturazione.
Negli anni 1971-1981 la Pirelli decise di unire le proprie forze con quelle della Dunlop Holdings, inglese, un progetto di integrazione, la Union, che avrebbe dovuto permettere di affrontare meglio la forte concorrenza internazionale con razionalizzazioni ed economie di scala (soprattutto nel settore degli pneumatici, la Dunlop non produceva cavi), ma che fallì sia per le opposizioni interne che per la difficile situazione generale.  Egli stesso definisce nelle sue memorie la Union come un "matrimonio non consumato" che non poteva, quindi, portare altro che alla separazione.
Tra le realizzazioni più importanti riferibili a sue iniziative vi sono: la creazione del laboratorio ricerche a Bicocca, intitolato a Luigi Emanueli; l'impianto di Arco Felice a Pozzuoli per la produzione di cavi sottomarini ad alta tensione; lo sviluppo di una tecnologia indipendente per i cavi telefonici e, poi per i cavi in fibra ottica.
Sotto la sua direzione il settore cavi si consolidò raggiungendo una cospicua dimensione internazionale e, a partire dalle ricerche di Luigi Emanueli, una eccellenza tecnica riconosciuta, frutto anche delle collaborazioni nel campo della ricerca con altre aziende del settore: la francese Tréfimétaux, le tedesche Siemens e Kabelmetal, di cui Rossari era stato promotore . Ciò permise al settore di essere uno dei solidi pilastri su cui venne fondata la ristrutturazione dell'azienda dopo la crisi degli anni settanta.
Da ricordare anche la sua attività nel campo della scuola e della ricerca, nata dalla convinzione che il progresso civile di una nazione sia strettamente legato al funzionamento efficace della scuola e allo sviluppo della ricerca. Con essa egli cercò di portare il contributo della sua esperienza per indirizzare al meglio le scelte per l'istruzione e la ricerca in Italia.  Fece quindi parte di una Commissione ministeriale per le scuole tecniche e l'Università (nominata dal ministro alla Pubblica istruzione Luigi Gui), di una Commissione ministeriale per la nuova Facoltà di ingegneria a Catania. Fu inoltre membro per oltre venti anni del Consiglio di amministrazione del Politecnico di Milano, per quindici anni consigliere e poi presidente dell'Istituto Tecnico Statale G. Feltrinelli, fu  a capo dell'ufficio studi della Confindustria, presidente dell'Istituto Studi Direzionali (ISTUD) e della Federazione delle Associazioni Scientifiche e Tecniche  (FAST).
L'abbandono del lavoro attivo gli permise di effettuare, insieme alla moglie Anna, alcuni grandi viaggi, che aveva sempre sognato ma senza riuscire a realizzarli: il primo in Giappone, e poi nelle grandi montagne del Nepal (sorvolate con un piccolo aereo) e in India nel 1973; il secondo in Egitto ai templi di Abu Simbel e con il battello lungo il Nilo nel 1977-1978. 
Gli ultimi anni della sua vita furono rattristati dalla malattia che colpì la moglie, costringendolo ad assisterla con abnegazione e affetto, fino alla morte di lei avvenuta a Milano il 19 marzo 1984 . Trascorso un anno e qualche mese, anche Luigi Rossari scomparve a Milano il 4 giugno del 1985.